# Mert Müldür
Mert Müldür (Bécs, 1999. április 3. –) osztrák születésű török válogatott labdarúgó, a Sassuolo játékosa.

## Családja
Török szülők gyermekeként az osztrák fővárosban, Bécsben született. Apja kelet-anatóliai régiói Bingölből származik, míg anyja közép-anatóliai régiói Yozgatból.

## Pályafutása

### Klubcsapatokban
2006-ban került a Rapid Wien akadémiájára, ahol végigjárta a korosztályos csapatokat. 2017. augusztus 8-án mutatkozott be a második csapatban a SKN St. Pölten II ellen 201-re elvesztett bajnoki találkozón. 2018. május 13-án debütált az első csapatban a FC Red Bull Salzburg ellen 4–1-re elvesztett bajnoki mérkőzésen, kezdőként 34 percet volt a pályán, majd Mario Sonnleitner érkezett a helyére. Május 29-én három éves profi szerződést kötött vele a klub. 2019. augusztus 4-én megszerezte első bajnoki gólját a SKN St. Pölten ellen 2–2-s döntetlennel záruló találkozón.
2019. augusztus 20-án az olasz Sassuolo szerződtette. Augusztus 25-én a Torino ellen mutatkozott be az olasz élvonalban. 2020. július 1-jén első gólját is megszerezte az ACF Fiorentina elleni bajnoki mérkőzésen.

### A válogatottban
Többszörös osztrák korosztályos válogatott. 2019. március 23-án mutatkozott be az U21-es válogatottban Albánia ellen. Június 7-én megszerezte első gólját Albánia ellen. 2018. október 11-én mutatkozott be a felnőttek között Bosznia-Hercegovina elleni 0–0-ra végződő barátságos találkozón. 2021 májusában bekerült a 2020-as labdarúgó-Európa-bajnokságra utazó török keretbe. November 13-án Gibraltár ellen az első válogatott gólját is megszerezte.

## Statisztikái

### Klub
2022. augusztus 15-i állapotnak megfelelően.
| Klub          | Szezon   | Bajnokság            | Bajnokság | Bajnokság | Kupa  | Kupa  | Nemzetközi | Nemzetközi | Egyéb | Egyéb | Összesen | Összesen |
| Klub          | Szezon   | Osztály              | Mérk.     | Gólok     | Mérk. | Gólok | Mérk.      | Gólok      | Mérk. | Gólok | Mérk.    | Gólok    |
| ------------- | -------- | -------------------- | --------- | --------- | ----- | ----- | ---------- | ---------- | ----- | ----- | -------- | -------- |
| Rapid Wien II | 2017–18  | Regional League East | 23        | 0         | —     | —     | —          | —          | —     | —     | 23       | 0        |
| Rapid Wien II | Összesen | Összesen             | 23        | 0         | 0     | 0     | 0          | 0          | 0     | 0     | 23       | 0        |
| Rapid Wien    | 2017–18  | Osztrák Bundesliga   | 2         | 0         | —     | —     | —          | —          | —     | —     | 2        | 0        |
| Rapid Wien    | 2018–19  | Osztrák Bundesliga   | 26        | 0         | 5     | 0     | 10         | 1          | —     | —     | 41       | 1        |
| Rapid Wien    | 2019–20  | Osztrák Bundesliga   | 4         | 1         | —     | —     | —          | —          | —     | —     | 4        | 1        |
| Rapid Wien    | Összesen | Összesen             | 32        | 1         | 5     | 0     | 10         | 1          | 0     | 0     | 47       | 2        |
| Sassuolo      | 2019–20  | Serie A              | 24        | 2         | 1     | 0     | —          | —          | —     | —     | 25       | 2        |
| Sassuolo      | 2020–21  | Serie A              | 28        | 0         | 1     | 0     | —          | —          | —     | —     | 29       | 0        |
| Sassuolo      | 2021–22  | Serie A              | 31        | 0         | 2     | 0     | —          | —          | —     | —     | 33       | 0        |
| Sassuolo      | 2022–23  | Serie A              | 1         | 0         | 1     | 0     | —          | —          | —     | —     | 2        | 0        |
| Sassuolo      | Összesen | Összesen             | 84        | 2         | 5     | 0     | 0          | 0          | 0     | 0     | 89       | 2        |
| Összesen      | Összesen | Összesen             | 139       | 3         | 8     | 0     | 10         | 1          | 0     | 0     | 159      | 4        |

### Válogatott
2022. június 14-i állapotnak megfelelően.
| Nemzet      | Év       | Mérk. | Gólok |
| ----------- | -------- | ----- | ----- |
| Törökország | 2018     | 2     | 0     |
| Törökország | 2019     | 0     | 0     |
| Törökország | 2020     | 1     | 0     |
| Törökország | 2021     | 11    | 1     |
| Törökország | 2022     | 4     | 0     |
| Törökország | 2023     | 0     | 0     |
| Összesen    | Összesen | 18    | 1     |

### Válogatott góljai
2021. november 13-i állapotnak megfelelően.
| #  | Időpont            | Helyszín                                               | Ellenfél  | Gólok | Eredmény | Kiírás                                     |
| -- | ------------------ | ------------------------------------------------------ | --------- | ----- | -------- | ------------------------------------------ |
| 1. | 2021. november 13. | Başakşehir Fatih Terim Stadium, Isztambul, Törökország | Gibraltár | 6–0   | 6–0      | 2022-es labdarúgó-világbajnokság-selejtező |

## Külső hivatkozások
- Mert Müldür adatlapja a Transfermarkt oldalon (angolul)
- Mert Müldür adatlapja a Soccerway oldalon (angolul)